# Kemal Alispahić
Kemal Alispahić (ur. 13 marca 1965 w Sarajewie, Jugosławia) – bośniacki piłkarz, grający na pozycji napastnika, trener piłkarski.

## Kariera piłkarska
Wychowanek FK Sarajevo. W 1983 rozpoczął karierę piłkarską w zespole Iskra Bugojno. W 1986 został zaproszony do Željezničaru Sarajevo. W sezonie 1987/88 bronił barw FK Sloboda Užice, po czym wrócił do Željezničaru Sarajevo. Latem 1989 wyjechał do Niemiec, gdzie został piłkarzem MSV Duisburg. Ale kontuzja nie pozwoliła przebić się do podstawowego składu i piłkarz w 1991 odszedł do FC Remscheid. W 1993 przeniósł się do tureckiego Kayserisporu. W 1996 podpisał kontrakt ze szwajcarskim klubem Lausanne Sports, w którym zakończył karierę piłkarza.

## Kariera trenerska
Po zakończeniu kariery piłkarza rozpoczął pracę szkoleniowca. Ukończył Szkołę Trenerów w Niemczech. Najpierw pracował w Jugosłowiańskim Uniwersytecie Sportu w 2000 dołączył do sztabu szkoleniowego Željezničaru Sarajevo. W 2004 przeniósł się do lokalnego rywala FK Sarajevo. Potem wyjechał do Azji Środkowej, gdzie prowadził irański Saba Battery Club, azerski Mughan Salyan oraz syryjski Al-Ittihad Aleppo. W sezonie 2010/11 oraz w 2013 stał na czele bośniackiego NK Jedinstvo Bihać. W lutym 2012 roku został zaproszony na selekcjonera narodowej reprezentacji Tadżykistanu, którą kierował do lipca 2012. We wrześniu 2012 został mianowany na stanowisko głównego trenera azerskiego Rəvanu Baku, ale po 4 miesiącach w grudniu został zwolniony z pracy. W 2014 prowadził młodzieżową reprezentację Tadżykistanu.